# Укба ібн аль-Хаджая аль-Салулі
Укба ібн аль-Хаджая аль-Салулі (*араб. عقبة بن الحجاج السلولي —740) — валі Аль-Андалуса у 734-740 роках.

## Життєпис
Про походження замало відомостей. Можливо прийняв іслам, до цього бувши персом або арабом-поганином. У 734 році призначено новим валі Аль-Андалуса. Скасував постанови свого попередника з впровадження нових податків. За зловживання запроторив до в'язниці колишнього валі Абд аль-Малік ібн-Катан аль-Фіхрі.
За його наказом проведено новий перепис населення, за яким запроваджена нова система податків. Він також постановив, що кожна людина буде судитися за законом свого власного «народу» (мусульмани, юдеї та християни). Невдовзі проти нового порядку оподаткування повстали бербери північної Африки, яких підтримали бербери на півдні Піренеїв. Втім Укбі вдалося швидко залагодити конфлікт.
735 року у битві при фортеці Аль-Сахра завдав нищівної поразки астурійському королю Пелайо, зайнявши фортецю Лоен, частину Кантабрії та Астурії. Наступного року зумів зайняти гірські райони Тарраконської Іспанії (на території північного Арагону).
У 737 році він відправив війська на чолі з Аміром аль-Айлетом на допомогу мусульманським залогам Септиманії. Але франки на чолі із Карлом Мартелом завдали поразки арабо-берберським військам у битві при Берр. В результаті вороги сплюндрували околиці Німу, Агде, Безьє.
У 738 році війська Укби спустошили Прованс, досягли північних районів Італії, але в результаті боротьби з Мартелом валі Аль-Андалуса змушений був відмовитися від загарбання цієї області. У відповідь став готуватися до вторгнення до Аквітанії, захопивши Памплону в області басків, де розмістив арабську залогу.
Наприкінці 739 року висадився в Африці, поблизу Танжера, виступивши проти повсталих берберських племен. До 740 році Укбі вдалося частково приборкати повсталих. По поверненню на Піренеї раптово помер.